# حادثه جزیره کانگوا
حادثه جزیره گانگوا (کره‌ای: 운요호 사건 [雲揚號事件]) یک درگیری مسلحانه بین پادشاهی چوسان و ژاپن بود که در ۲۰ سپتامبر ۱۸۷۵ در نزدیکی جزیره گانگوا رخ داد.